# Gabriel de Lara
Gabriel de Lara foi um sertanista paulista, natural de Santana do Parnaíba, no atual estado de São Paulo, Brasil, e que fundou arraiais e vilas no sul do Brasil, sendo as principais Paranaguá e Curitiba, conforme descreve Silva Leme na sua «Genealogia Paulistana». Era filho do espanhol Diogo de Lara e da paulista Antônia de Oliveira, filha de Antônio de Oliveira Gago, e foi casado com Brígida Gonçalves.
Gabriel de Lara fundou uma povoação nas margens do Rio Itiberê em 1617, a qual viria a se tornar a atual cidade de Paranaguá  , sede do Porto de Paranaguá, maior porto graneleiro da América Latina . Entre os anos de 1638 e 1646, Gabriel de Lara descobriu lavras de ouro em rios da Serra Negra, afluentes da Baia de Guaraqueçaba, tendo manifestado a descoberta à Câmara Municipal de São Paulo, apresentando evidências da existência de ouro, fato este que possibilita que Paranaguá seja elevada à categoria de Vila de Nossa Senhora do Rosário em 1648 .
Apesar de alguns historiadores considerarem Eleodoro Ébano Pereira como sendo o fundador de Curitiba, foi Gabriel de Lara, como representante da autoridade portuguesa, que erigiu o pelourinho na então povoação de Nossa Senhora da Luz dos Pinhais, em 1668, quando se inicia a história oficial de Curitiba de forma ininterrupta, tendo sido por este fato chamado de Capitão-Povoador da cidade .